# 大雄的海底鬼岩城
《哆啦A夢：大雄的海底鬼岩城》（日語：ドラえもん のび太の海底鬼岩城）是藤子·F·不二雄执笔的哆啦A梦大长篇作品，于1982年8月到1983年2月连载于月刊《龙漫CORO-CORO》。1983年3月12日公映。是哆啦A梦大长篇电影的第四部，导演为芝山努。票房收入为10億日元，观赏人数210万人。

## 概说
連載最初的標題是《大雄的海底城》。电影與原作突出的差異在于最初大雄和他的朋友露營争执时，大雄在原作中和电影中的观点变得完全相反。尽管当时公映的反應和票房成績并不理想，但目前这部电影的评价很高，被认为是哆啦A梦大长篇的颠峰作品之一。并映作品为和。1995年，该电影被改编为音乐剧，1997年该电影在香港公映。

## 舞台
海底山
哆啦A梦与大雄等的露营地点，位于在太平洋的海底。利用哆啦A梦的道具「适应灯」而在海底像在陆地上那样活动自如。
努联邦
在马里亚纳海沟存在的海底人联邦国家。一万年前就已经有高度的文明。
百慕達三角
以前与姆大陸对立的海底人国家，稱為亞特蘭提斯。原先统治大西洋地区，势力强大，与姆大陸对抗。在核試驗中不慎失敗，导致放射性外泄而滅亡。至今还存在着鬼岩城和基核彈。

## 主要角色
以下台灣的配音員，為新潮社有限公司於1990年代所發行之錄影帶版本（已絕版）。
| 角色     | 配音員     | 配音員 | 配音員   | 配音員     |
| 角色     | 日本       | 臺灣   | 英屬香港 | 英屬香港   |
| 角色     | 日本       | 臺灣   | TVB版本  | 歷紹行版本 |
| -------- | ---------- | ------ | -------- | ---------- |
| 哆啦A夢  | 大山羨代   | 于正昇 | 林保全   | 林保全     |
| 野比大雄 | 小原乃梨子 | 李映淑 | 曾慶珏   | （待考）   |
| 源靜香   | 野村道子   | 呂佩玉 | 孫明貞   | （待考）   |
| 骨川小夫 | 肝付兼太   | 官志宏 | 方煥蘭   | （待考）   |
| 剛田武   | 立壁和也   | 徐健春 | 馮志潤   | （待考）   |

## 出場人物
| 角色           | 配音員                                           | 配音員   | 配音員                               | 配音員     | 介紹 |
| 角色           | 日本                                             | 臺灣     | 英屬香港                             | 英屬香港   | 介紹 |
| 角色           | 日本                                             | 臺灣     | TVB版本                              | 歷紹行版本 | 介紹 |
| -------------- | ------------------------------------------------ | -------- | ------------------------------------ | ---------- | --- |
| 威爾           | 喜多道枝                                         | 姜瑰瑾   | 盧素娟                               | （待考）   | 穆联邦的勇敢少年兵士。本来逮捕打算逃亡的大雄等，但是受到亚特兰提斯军队的袭击，当时被大雄等帮助而得以逃生，深受感动。在审判中只有他保护大雄等，并与大雄等一起到鬼岩城袭击，在动画版裡頭髮是金色。 |
| 水中越野車巴基 | 三矢雄二                                         | 姜瑰瑾   | 馮錦堂                               | （待考）   | 哆啦A梦的道具。可以水陆两用，也能说话。尽管態度惡劣，而且经常违抗哆啦A梦等的命令，但是非常听静香的话，可以说有求必应。为了救靜香而衝向寶頓最後粉身碎骨。用自己的犧牲挽救了世界。                 |
| 穆联邦首相     | 大宮悌二                                         | 徐健春   | 馮永和                               | （待考）   | 穆联邦的首相。当初对大雄等非常敌视，最后被說服，允许哆啦A梦等潜入。 |
| 鐵騎隊         | （待考）                                         | （待考） | （待考）                             | （待考）   | 寶頓操縱的鬼岩城的機器人士兵。对聲音很敏感。 |
| 寶頓           | 富田耕生                                         | 徐健春   | 張英才                               | （待考）   | 本部電影反派。统治鬼岩城的自動報復系統電腦。原型是死亡之手，名字取自希臘神話中的海神波塞頓。在亞特蘭提斯灭亡后仍然控制着鬼岩城。将海底火山的活动誤解为对鬼岩城的攻击，开始报复计划。                       |
| 阿德羅希斯     | （待考）                                         | （待考） | （待考）                             | （待考）   | 屬亞特蘭提斯的機械艇，也就是大雄在幽靈船外看到的「戰鬥魚」。 |
| 巨大烏賊       | （待考）                                         | （待考） | （待考）                             | （待考）   | 侵襲海底帳篷哆啦A梦等人。另外，白旗和寶頓都在电子游戏里有出场。 |
| 幽靈船的船長   | （待考）                                         | （待考） | （待考）                             | （待考）   | 幽靈船的船長本身已經在西元1534年的一場大颱風中罹難了，因此胖虎和小夫才會看到一具完整的骸骨端坐在椅子上。                                                                                         |
| 巡邏隊員       | 松岡文雄、佐藤正治、戶谷公次、鹽屋浩三、橋本晃一 | （待考） | 梅欣、黃健強、盧國權、魏惠文、梁耀昌 | （待考）   | 穆聯邦的巡邏隊員 |

## 故事概要
暑假將到，大家為露營地點的事而爭執。大雄和静香想去海灘，胖虎和小夫则想去爬山。最后在哆啦A梦的建议下决定去海底山。去海底露营的大雄等遇到了海底人，并且由于海底火山活动的影响，得知亚特兰提斯预备发射基核弹的事，如果亚特兰提斯发射基核弹，那么全世界都会毁灭，因此为了阻止基核弹发射，大雄他们决定去亚特兰提斯的百慕達海域阻止这个阴谋。

## 其他
- 原作裡有哆啦A夢和大雄等去海底考察的故事，但在電影版本裡改為五人探險的時候進行。
- 故事中亞特蘭提斯和努聯邦這兩個國家爭相進行軍備競賽，其中一方在開發出類似洲際彈道飛彈與相互保證毀滅機制的武器後，卻因核試驗失敗而滅亡的設定，被認為是影射當時美國和蘇聯東西冷戰並其持有大量核武的情勢，並進行未來預測的看法，為1980年代哆啦A夢大長篇的明顯特徵─「具有強烈的時代感」的典型表現。另一方面，一般認為藉由作品得知百慕達三角這個名詞的小學生不在少數，並藉此得知亞特蘭提斯和姆大陸史前文明的傳說。
- 在本作品中，「機器的好壞完全是看使用者」的想法顯見。如胖虎和小夫對越野車巴基的態度和寶士敦手下的鐵騎兵。
- 在故事中越野車巴基為了拯救眾人與世界而犧牲，被認為是哆啦A夢大長篇系列中首次出現的同伴死亡情節。
- 襲擊大雄的大章魚，根據描述有「甲子園球場（原作裡是後樂園球場）」那麼大。
- 寶士敦的聲優富田耕生也是過去日本電視台版哆啦A夢的聲優。
- 東京塔在本作裡所說的高度是330米（實際333米）、馬里亞納海溝的深度在本作裡是11,034米（現在的潛水記錄則是10,916米，但是這個數字是作品出版之後修正的）等一些錯誤的數值在書中存在。
- 本作的首席配角，海底人威爾的髮色在漫畫與電影中是不一樣的（漫畫版為黑色，電影中為金色）。

## 工作人员
- 監督·绘画：芝山努
- 脚本：藤子·F·不二雄
- 演出助手：森脇真琴、生嶋真人
- 布景：本多敏行
- 作画監督：富永貞義
- 美術設定：川本征平
- 美術監督：工藤剛一
- 色設計：野中幸子
- 撮影監督：小池彰
- 編集：井上和夫、鶴巻のり子
- 録音監督：浦上靖夫
- 効果：柏原満
- 音楽：菊池俊輔
- 監修：楠部大吉郎
- 制作字幕：山田俊秀
- 制作担当：田村正司
- 制片人：別紙壮一、菅野哲夫
- 制作協力：、旭通信社
- 制作：シンエイ動画、小學館、朝日電視台

## 主題歌
| 歌曲                     | 作詞     | 作曲     | 演唱 |
| ------------------------ | -------- | -------- | ---- |
| 「」（中译：海洋与我们） | 武田鐵矢 | 菊池俊輔 |      |